# هوهنتورن

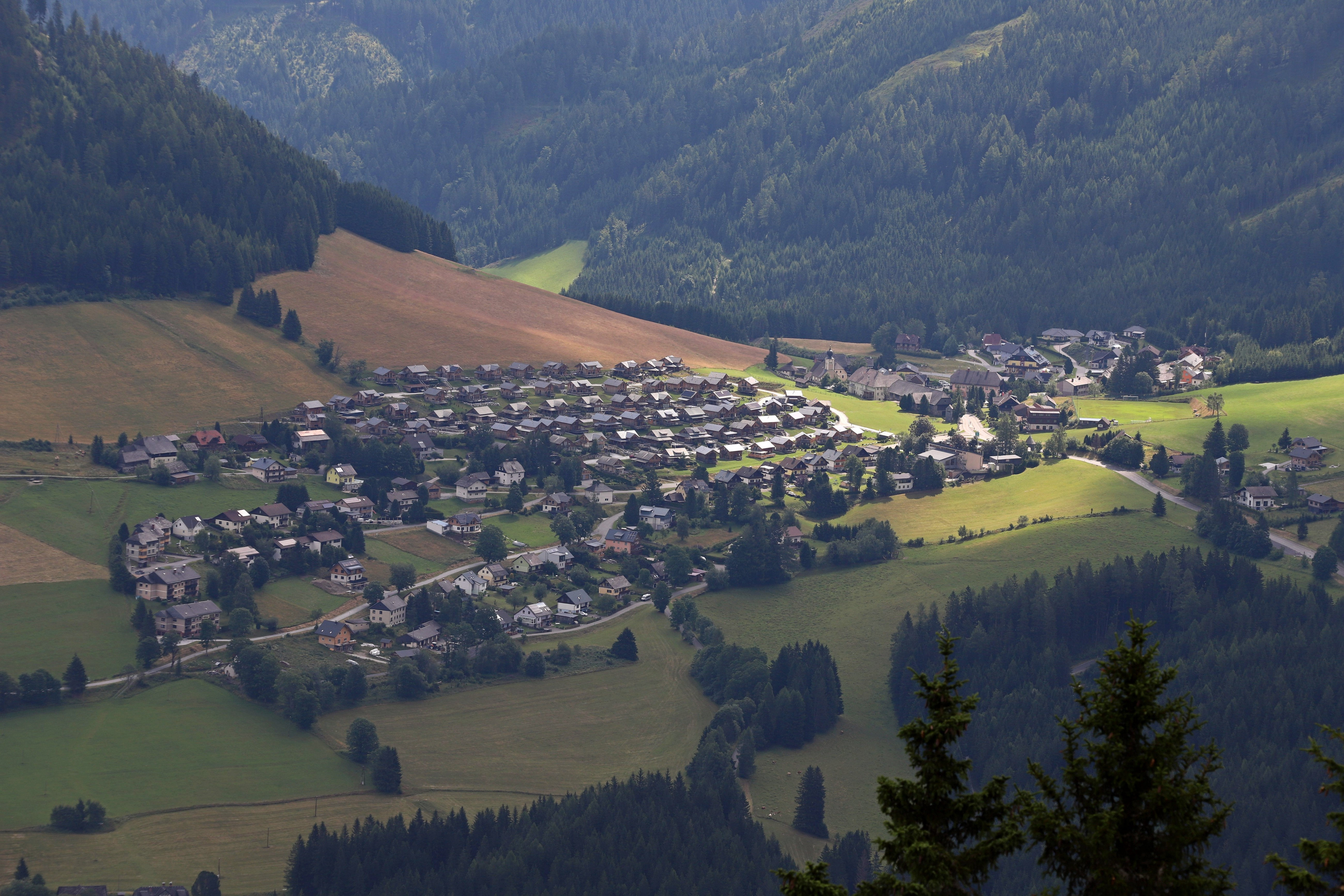

هوهنتورن (به آلمانی: Hohentauern) یک منطقهٔ مسکونی در اتریش است که در مورتال واقع شده‌است. هوهنتورن ۹۲٫۶۳ کیلومتر مربع مساحت دارد ۱٬۲۷۴ متر بالاتر از سطح دریا واقع شده‌است.